# Jumellea
 Jumellea  es un  género de  unas 40 a 50 especies monopodiales epífitas o litófitas, ocasionalmente terrestres  de orquídeas. Se encuentran la mayoría en las islas del Océano Índico Islas Comores , las Islas Mascareñas y sobre todo en Madagascar, hay 2 especies en el Este del África tropical continental. Este género está muy próximo a Angraecum.

## Descripción
El género Jumellea está formado de unas especies de orquídeas monopodiales que son epífitas. Se pueden formar terraplenes en la base de las plantas con el tiempo. Algunas especies se desarrollan trepando árbol hacia arriba, mientras que otras muestran hábitos de parra entre las ramas de los árboles. 
Tienen tallos cortos o algunas relativamente largos con hojas dispuestas a lo largo del talloó dispuestas en modo de abanico. Las flores tienen unos segmentos cortos y un labelo lanceolado que no envuelve la columna. Todas las inflorescencias tienen una sola flor olorosa, blanca o blanco-verdosa.
Jumellea saggittata produce hermosos abanicos de hojas parecidas a tiras. Las flores blancas una en cada tallo se producen desde la axila de la hoja.
Jumellea fragrans era conocida como el "Faham Tea" durante la época victoriana porque sus hojas secas se importaban en Inglaterra para tomarlas en infusión como un delicado y oloroso té. 
El mayor desafío para conservar muchas de estas orquídeas en Madagascar es la pérdida paulatina de sus hábitat.

## Distribución y hábitat
Estas orquídeas epífitas se encuentran en las islas del Océano Índico Islas Comores, las islas Mascareñas y sobre todo en Madagascar, hay dos especies en el África tropical continental.
Muchas especies se desarrollan en bosques en alturas de 1000-2000 donde se desarrollan líquenes y hay fuertes vientos, en alturas menos elevadas en bosque húmedos junto con musgos.

## Taxonomía
El género fue descrito por Rudolf Schlechter y publicado en Die Orchideen 609. 1914.
Etimología
Jumellea: nombre genérico otorgado en honor del Dr. Henri Lucien Jumelle, un botánico francés.

## Especies deJumellea
La especie tipo es : Jumellea recurva Thouars Schlecter 1915 .  
1. Jumellea ambrensis H.Perrier, Notul. Syst. (Paris) 7: 61 (1938).
2. Jumellea amplifolia Schltr., Repert. Spec. Nov. Regni Veg. Beih. 33: 288 (1925).
3. Jumellea angustifolia H.Perrier, Notul. Syst. (Paris) 7: 53 (1938).
4. Jumellea anjouanensis (Finet) H.Perrier, in Fl. Madag. 49(2): 170 (1941).
5. Jumellea arachnantha (Rchb.f.) Schltr., Beih. Bot. Centralbl. 33(2): 428 (1915).
6. Jumellea arborescens H.Perrier, Notul. Syst. (Paris) 7: 58 (1938).
7. Jumellea bathiei Schltr., Repert. Spec. Nov. Regni Veg. Beih. 33: 290 (1925).
8. Jumellea brachycentra Schltr., Repert. Spec. Nov. Regni Veg. Beih. 33: 291 (1925).
9. Jumellea brevifolia H.Perrier, Notul. Syst. (Paris) 8: 44 (1939).
10. Jumellea comorensis (Rchb.f.) Schltr., Beih. Bot. Centralbl. 33(2): 428 (1915).
11. Jumellea confusa (Schltr.) Schltr., Beih. Bot. Centralbl. 33(2): 429 (1915).
12. Jumellea cowanii (Ridl.) Garay, Bot. Mus. Leafl. 23: 183 (1972).
13. Jumellea cyrtoceras Schltr., Repert. Spec. Nov. Regni Veg. 15: 335 (1918).
14. Jumellea dendrobioides Schltr., Repert. Spec. Nov. Regni Veg. Beih. 33: 292 (1925).
15. Jumellea densifoliata Senghas, Adansonia, n.s., 4: 308 (1964).
16. Jumellea divaricata (Frapp. ex Cordem.) Schltr., Beih. Bot. Centralbl. 33(2): 429 (1915).
17. Jumellea exilis (Cordem.) Schltr., Beih. Bot. Centralbl. 33(2): 429 (1915).
18. Jumellea flavescens H.Perrier, Notul. Syst. (Paris) 7: 63 (1938).
19. Jumellea fragrans (Thouars) Schltr., Orchideen: 609 (1914). - faan de Borbón, té de Borbón.[3]
20. Jumellea francoisii Schltr., Repert. Spec. Nov. Regni Veg. Beih. 33: 294 (1925).
21. Jumellea gladiator (Rchb.f.) Schltr., Beih. Bot. Centralbl. 33(2): 429 (1915).
22. Jumellea gracilipes Schltr., Repert. Spec. Nov. Regni Veg. 18: 324 (1922).
23. Jumellea gregariiflora H.Perrier, Notul. Syst. (Paris) 8: 45 (1939).
24. Jumellea hyalina H.Perrier, Notul. Syst. (Paris) 7: 54 (1938).
25. Jumellea ibityana Schltr., Repert. Spec. Nov. Regni Veg. Beih. 33: 296 (1925).
26. Jumellea intricata H.Perrier, Notul. Syst. (Paris) 7: 62 (1938).
27. Jumellea jumelleana (Schltr.) Summerh., Kew Bull. 6: 472 (1951 publ. 1952).
28. Jumellea lignosa (Schltr.) Schltr., Beih. Bot. Centralbl. 33(2): 429 (1915).
29. Jumellea linearipetala H.Perrier, Notul. Syst. (Paris) 7: 56 (1938).
30. Jumellea longivaginans H.Perrier, Notul. Syst. (Paris) 7: 56 (1938).
31. Jumellea majalis (Schltr.) Schltr., Beih. Bot. Centralbl. 33(2): 429 (1915).
32. Jumellea major Schltr., Repert. Spec. Nov. Regni Veg. Beih. 33: 298 (1925).
33. Jumellea marojejiensis H.Perrier, Notul. Syst. (Paris) 14: 161 (1951).
34. Jumellea maxillarioides (Ridl.) Schltr., Repert. Spec. Nov. Regni Veg. Beih. 33: 299 (1925).
35. Jumellea nutans (Frapp. ex Cordem.) Schltr., Beih. Bot. Centralbl. 33(2): 430 (1915).
36. Jumellea ophioplectron (Rchb.f.) Schltr., Beih. Bot. Centralbl. 33(2): 430 (1915).
37. Jumellea pachyceras Schltr., Repert. Spec. Nov. Regni Veg. Beih. 33: 299 (1925).
38. Jumellea pachyra (Kraenzl.) H.Perrier, in Fl. Madag. 49(2): 177 (1941).
39. Jumellea pandurata Schltr., Beih. Bot. Centralbl. 34(2): 334 (1916).
40. Jumellea papangensis H.Perrier, Notul. Syst. (Paris) 7: 57 (1938).
41. Jumellea penicillata (Cordem.) Schltr., Beih. Bot. Centralbl. 33(2): 430 (1915).
42. Jumellea peyrotii Bosser, Adansonia, n.s., 10: 95 (1970).
43. Jumellea phalaenophora (Rchb.f.) Schltr., Beih. Bot. Centralbl. 33(2): 430 (1915).
44. Jumellea porrigens Schltr., Repert. Spec. Nov. Regni Veg. Beih. 33: 300 (1925).
45. Jumellea punctata H.Perrier, Notul. Syst. (Paris) 7: 64 (1938).
46. Jumellea recta (Thouars) Schltr., Beih. Bot. Centralbl. 33(2): 430 (1915).
47. Jumellea rigida Schltr., Repert. Spec. Nov. Regni Veg. Beih. 33: 301 (1925).
48. Jumellea rossii Senghas, Orchidee (Hamburg) 18: 244 (1967).
49. Jumellea sagittata H.Perrier, Notul. Syst. (Paris) 7: 52 (1938).
50. Jumellea similis Schltr., Repert. Spec. Nov. Regni Veg. Beih. 33: 302 (1925).
51. Jumellea spathulata (Ridl.) Schltr., Repert. Spec. Nov. Regni Veg. Beih. 33: 329 (1925).
52. Jumellea stenoglossa H.Perrier, Notul. Syst. (Paris) 14: 162 (1951).
53. Jumellea stenophylla (Frapp. ex Cordem.) Schltr., Beih. Bot. Centralbl. 33(2): 430 (1915).
54. Jumellea stipitata (Frapp. ex Cordem.) Schltr., Beih. Bot. Centralbl. 33(2): 430 (1915).
55. Jumellea teretifolia Schltr., Repert. Spec. Nov. Regni Veg. Beih. 33: 303 (1925).
56. Jumellea usambarensisJ.J.Wood, Kew Bull. 37: 77 (1982).
57. Jumellea walleri (Rolfe) la Croix, Bot. Mag. 17: 214 (2000).
58. Jumellea zaratananae Schltr., Repert. Spec. Nov. Regni Veg. Beih. 33: 305 (1925).